# Margaropsecas margarethae
Margaropsecas margarethae är en fjärilsart som beskrevs av Sergius G. Kiriakoff 1963. Margaropsecas margarethae ingår i släktet Margaropsecas och familjen tandspinnare. Inga underarter finns listade i Catalogue of Life.